# La cagna (film 1972)
La cagna (Liza) è un film del 1972 diretto da Marco Ferreri, tratto dalla novella Melampus di Ennio Flaiano. È il primo dei "film francesi" di Ferreri, il quale dirigerà nuovamente la coppia Mastroianni-Deneuve due anni dopo in Non toccare la donna bianca.

## Trama
L'artista di mezz'età Giorgio vive in completa solitudine su un'isoletta disabitata, nelle Bocche di Bonifacio, con l'unica compagnia del cane Melampo, pescando, passeggiando, raccogliendo tutto quello che gli porta il mare e disegnando fumetti. Un giorno vicino alla spiaggia si ferma una barca a vela da cui si tuffa la bionda Liza che, dopo l'ennesima lite con gli amici e il compagno Ludwig con cui sta trascorrendo una vacanza, si fa abbandonare sull'isola. Giorgio è costretto suo malgrado ad ospitare l'intrusa nella sua eccentrica abitazione-bunker e, dopo aver trascorso insieme la notte, il giorno dopo la riaccompagna sulla terraferma.
Affascinata dal taciturno eremita, Liza decide di ritornare sull'isola per stare insieme a lui. Quando però si rende conto che Giorgio, pur apprezzando di aver trovato una giovane amante, è per il resto piuttosto indifferente alla sua presenza e preferisce trascorrere il proprio tempo a "conversare" con il fedele Melampo, spinta dalla gelosia provoca crudelmente la morte del cane, facendolo nuotare fino ad annegare per la fatica. Quindi decide di interpretare il ruolo della "cagna" per ottenere tutta l'attenzione dell'uomo, il quale sembra accettare di buon grado quel gioco delle parti di dominio e sottomissione.
Lo strano idillio è di breve durata perché Giorgio è costretto a rientrare a Parigi, dalla famiglia che ha abbandonato, quando il figlio adolescente lo informa di un tentato suicidio della madre. Nel lasciare l'isola, chiede a Liza di aspettarlo promettendole di tornare presto. Rientrato nella civiltà, Giorgio ritrova la vita borghese da cui era fuggito, ma la "cagna" ha seguito il "padrone" e lo spinge a ritornare con lei sull'isola dove possono vivere il loro rapporto esclusivo.
Un giorno il mare si porta via il gommone, l'unico mezzo per raggiungere la terraferma, e i due si ritrovano completamente isolati dal mondo. Rimasti senza viveri e incapaci di sostentarsi con la sola pesca, si riducono presto alla fame e tentano di abbandonare l'isola in volo, con un aereo residuato bellico che Giorgio ha in qualche modo riparato.

## Produzione
Originariamente Ennio Flaiano trasse una sceneggiatura dal proprio romanzo breve Melampus con l'intenzione di esordire alla regia, ma il progetto non fu realizzato. Pur accreditato alla sceneggiatura del film diretto da Marco Ferreri, insieme allo stesso regista e a Jean-Claude Carrière, Flaiano non partecipò in alcun modo alla realizzazione e difficilmente poté apprezzare i radicali cambiamenti apportati alla propria opera.
Le riprese del film furono effettuate quasi interamente nell'isola di Lavezzi e nell'isola di Cavallo, ad eccezione delle poche sequenze ambientate a Parigi.

## Critica
Il Dizionario Morandini lo definisce un «apologo amarissimo sulla solitudine in un mondo degradato, condotto in uno spazio chiuso, con soprassalti ironici e misogini» di «alto livello stilistico».
Per il Dizionario Mereghetti è «un'opera di transizione nella filmografia di Ferreri, anche se a suo modo riuscita».

## Stile
Benché il soggetto sia apparentemente molto forte, un rapporto sado-masochistico, Ferreri sceglie di trattarlo con estremo distacco, come se non volesse condividere la disperazione dei suoi personaggi senza futuro, raccontandolo «senza sadismo né compiacimenti morbosi».
La narrazione è sfilacciata, ridotta a tante brevi sequenze, come fossero appunti, tracce di scrittura.